# Unión Deportiva Los Palacios
La Unión Deportiva Los Palacios fue un club de fútbol de España de la ciudad de Los Palacios y Villafranca (Sevilla) en la comunidad autónoma de Andalucía. Fundado en 1964, desapareció en junio de 2011 por problemas económicos.

## Histórico de temporadas
| Temporada   | División | Posición | Copa del Rey |
| ----------- | -------- | -------- | ------------ |
| desde 64-65 | Regional | —        |              |
| a 90-91     | Regional | —        |              |
| 1991/92     | 3.ª      | 9.º      |              |
| 1992/93     | 3.ª      | 6.º      |              |
| 1993/94     | 3.ª      | 2.º      |              |
| 1994/95     | 3.ª      | 7.º      |              |
| 1995/96     | 3.ª      | 12.º     |              |
| 1996/97     | 3.ª      | 6.º      |              |
| 1997/98     | 3.ª      | 17.º     |              |
| 1998/99     | 3.ª      | 11.º     |              |
| 1999/00     | 3.ª      | 5.º      |              |

| Temporada | División | Posición | Copa del Rey |
| --------- | -------- | -------- | ------------ |
| 2000/01   | 3.ª      | 9.º      |              |
| 2001/02   | 3.ª      | 13.º     |              |
| 2002/03   | 3.ª      | 2.º      |              |
| 2003/04   | 2.ª B    | 20.º     |              |
| 2004/05   | 3.ª      | 5.º      |              |
| 2005/06   | 3.ª      | 12.º     |              |
| 2006/07   | 3.ª      | 6.º      |              |
| 2007/08   | 3.ª      | 7.º      |              |
| 2008/09   | 3.ª      | 14.º     |              |
| 2009/10   | 3.ª      | 11.º     |              |
| 2010/11   | 3.ª      | 11.º     |              |

## Palmarés
- Copa RFEF (Fase Autonómica Andalucía Occidental y Ceuta): (1) 1994-95

## Estadísticas
- Temporadas en Segunda División B: 1
- Temporadas en Tercera División de España: 18

## Estadio
Jugaba sus partidos como local en el Estadio Las Marismas, con una capacidad de 4500 espectadores.

## Jugadores famosos
- Diego Galiano
- Jesús Navas
- Marco Navas
- Iván Zarandona